# Las Vegas Valley
Las Vegas Valley je metropolitní oblast v jižní části Nevady ve Spojených státech amerických. Jedná se o největší aglomeraci tohoto státu, žijí zde asi 2 miliony obyvatel. Nachází se zde tři největší města Nevady, Las Vegas, Henderson a North Las Vegas, a množství dalších nesamosprávných sídel, jako jsou Paradise, Sunrise Manor, Spring Valley, Enterprise a další. Metropolitní oblast Las Vegas Valley leží z převážné části ve stejnojmenném údolí, resp. pánvi v Mohavské poušti o rozloze 1600 km², obklopené ze všech stran horami.
Pro celou oblast je často využíván přenesený název Las Vegas, který je užším významu používán i pro bulvár Las Vegas Strip procházející oblastí.